# Municipio de Rogers (Dakota del Norte)
El municipio de Rogers (en inglés: Rogers Township) es un municipio ubicado en el condado de Barnes en el estado estadounidense de Dakota del Norte. En el año 2010 tenía una población de 42 habitantes y una densidad poblacional de 0,46 personas por km².

## Geografía
El municipio de Rogers se encuentra ubicado en las coordenadas 47°7′3″N 98°8′27″O / 47.11750, -98.14083. Según la Oficina del Censo de los Estados Unidos, el municipio tiene una superficie total de 90.46 km², de la cual 89,95 km² corresponden a tierra firme y (0,56 %) 0,5 km² es agua.

## Demografía
Según el censo de 2010, había 42 personas residiendo en el municipio de Rogers. La densidad de población era de 0,46 hab./km². De los 42 habitantes, el municipio de Rogers estaba compuesto por el 100 % blancos. Del total de la población el 0 % eran hispanos o latinos de cualquier raza.